# Skt. Jørgen Trappe
Skt. Jørgen Trappe forbinder Flensborgs indre by med den på en bakke beliggende bydel Jørgensgaard. Trappen har navn efter de vejfarendes helgen Sankt Jørgen. Den består af i alt 149 trin. Ved siden af trappen findes små vildtvoksende lunde og byhaver med frugttræer og frugtbuske. Ved trappens øverste ende er der et udsigtspunkt, hvor man har et frit blik øst ind over byen. Der oppe ligger også Goethe-Skolen med sin markante bygning. Ved trappens nederste parti ligger det gamle fisker- og kaptajnskvarter Sankt Jørgen.
54°47′16″N 9°26′27″Ø / 54.7878132°N 9.44071054°Ø